# NGC 5077
NGC 5077 је елиптична галаксија у сазвежђу Девица која се налази на NGC листи објеката дубоког неба.
Деклинација објекта је - 12° 39' 24" а ректасцензија 13h 19m 31,6s. Привидна величина (магнитуда) објекта NGC 5077 износи 11,4 а фотографска магнитуда 12,4. Налази се на удаљености од 37,997 милиона парсека од Сунца. NGC 5077 је још познат и под ознакама MCG -2-34-27, UGCA 347, PGC 46456.